# Cap Romano

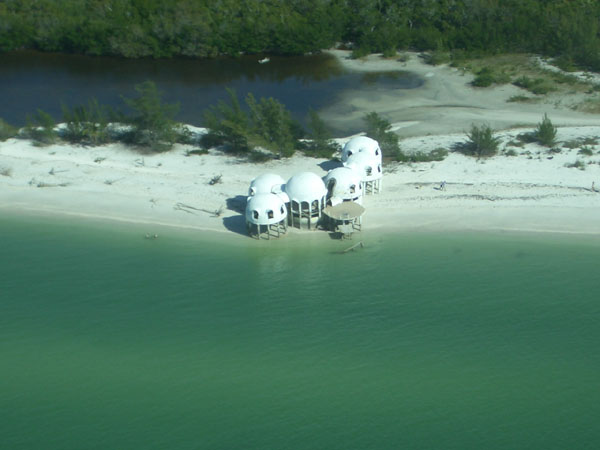
Photographie aérienne du cap Romano.

Le cap Romano (Cape Romano en anglais) est un cap américain situé au sud-ouest de la Floride et donnant sur le golfe du Mexique. Il constitue la pointe sud de l'île Caxambas, dans le comté de Collier.